# Let Freedom Reign
Let Freedom Reign è il terzo album discografico in studio della cantante statunitense Chrisette Michele, pubblicato nel 2010.

## Il disco
Il disco è stato pubblicato nel novembre 2010 dalla Def Jam Recordings. Le registrazioni e la produzione sono state effettuate in diversi studi di registrazione con l'ausilio del produttore Chuck Harmony (aka Charles Harmon), che è anche coautore di diversi brani presenti nel disco. Tra gli altri artisti che hanno preso parte al disco come autori vi sono John Legend (come John Stephens), Jazmine Sullivan (entrambi per I Don't Know Why, But I Do) e Ne-Yo (come Shaffer Smith, coautore di I'm a Star).
Tre sono stati i brani estratti dal disco e pubblicati come singoli: I'm a Star (settembre 2010), Goodbye Game (novembre 2010) e I Don't Know Why, But I Do (novembre 2010).
Riguardo alle vendite, il disco ha raggiunto la posizione #25 della classifica Billboard 200.

## Tracce
1. Fairy Tales and Castles (Part 1) – 0:34
2. I’m a Star – 4:13
3. Number One – 3:37
4. Fairy Tales and Castles (Part 2) – 0:28
5. I Don’t Know Why, But I Do – 3:59
6. Let Freedom Reign (feat. Talib Kweli & Black Thought) – 4:21
7. Goodbye Game – 3:57
8. So Cool – 4:00
9. So in Love (feat. Rick Ross) – 4:12
10. So in Love (Skit) – 0:11
11. I'm Your Life – 3:14
12. I'm from NY (Skit) – 0:17
13. Unsaid – 4:23
14. If Nobody Sang Along – 3:45
15. I Know Nothing – 3:40